# Maria-Theresien-Kaserne

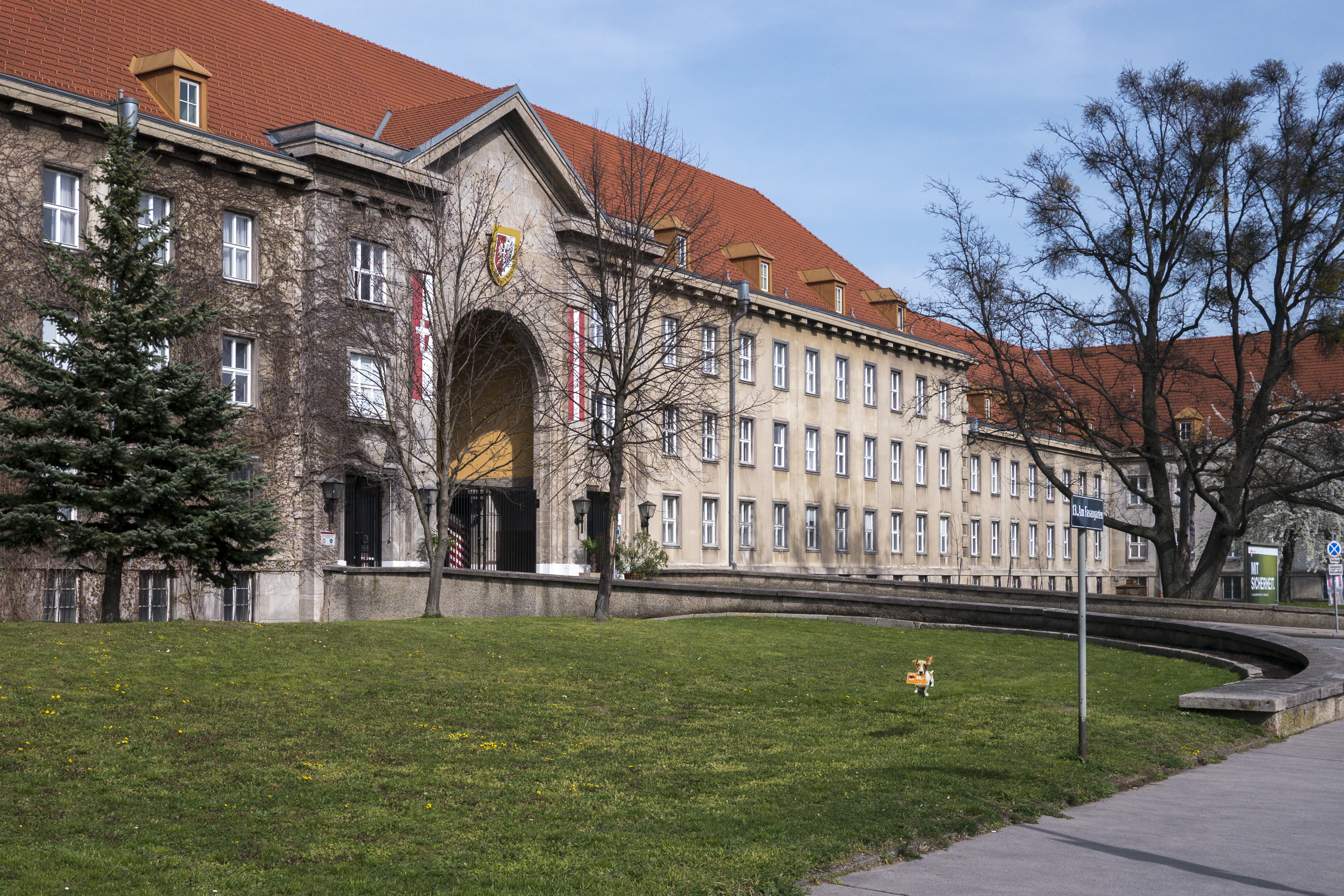
Maria-Theresien-Kaserne des österreichischen Bundesheers

Die Maria-Theresien-Kaserne ist eine Kaserne des österreichischen Bundesheeres im 13. Wiener Gemeindebezirk, Hietzing. Sie befindet sich im Bezirksteil Schönbrunn an der Südseite des Schlossparks Schönbrunn im sogenannten Fasangarten.

## Geschichte
1937 begann hier nach Plänen des Architekten Robert Kramreiter der Bau einer Dollfuß-Jugendführerschule der Ständestaatsdiktatur, die aber bis zum „Anschluss“ an das nationalsozialistische Deutsche Reich 1938 nicht mehr fertiggestellt werden konnte. Nach dem Einmarsch der Wehrmacht wurde der halbfertige Bau 1938 bis 1940 als Kaserne für die SS, später Waffen-SS, fertig gebaut.
Zur Zeit der NS-Herrschaft hieß sie offiziell Kaserne Wien-Schönbrunn und wurde vom SS-Panzergrenadier-Regiment 4 „Der Führer“ als Quartier genutzt. Auch die kraftfahrtechnische Lehranstalt der Waffen-SS (KTL Wien-Schönbrunn) unter dem Kommando des SS-Standartenführers Walther Neblich (1895–1945) war darin untergebracht. Von September 1944 bis zum 10. April 1945 beherbergte die Kaserne das KZ-Außenlager Wien-Schönbrunn, ein Außenlager des KZ Mauthausen, in dem fünf Internierte unter der Leitung von Viktor Schauberger für Experimente zur Entwicklung alternativer Antriebsmöglichkeiten herangezogen wurden.
Nach dem Zweiten Weltkrieg wurde sie als Fasangartenkaserne bezeichnet. Während der Besatzungszeit beherbergte die im britischen Sektor Wiens gelegene Kaserne britische Truppen und wurde 1955, nach Abschluss des Staatsvertrags, vom österreichischen Bundesheer übernommen. Die Kaserne hieß vorerst weiter Fasangartenkaserne und wurde von Insidern meist kurz als Faskas bezeichnet. Am 13. Mai 1967 wurde sie nach Kaiserin Maria Theresia, der prominentesten Schlossherrin von Schönbrunn, offiziell in Maria-Theresien-Kaserne (neuer Spitzname: Maresi) umbenannt. 2004 wurde hier erstmals in einer Bundesheerkaserne ein islamischer Gebetsraum eingerichtet.
In der Maria-Theresien-Kaserne (MTK) sind das Gardebataillon und die Gardemusik Wien, das Heeres-Nachrichtenamt sowie das Kommando Militärpolizei (Kdo MP) untergebracht. Bis 2007 war das mittlerweile aufgelöste Jägerregiment Wien hier beheimatet, seither das Jägerbataillon Wien 1 „Hoch- und Deutschmeister“.

## Gegenwart

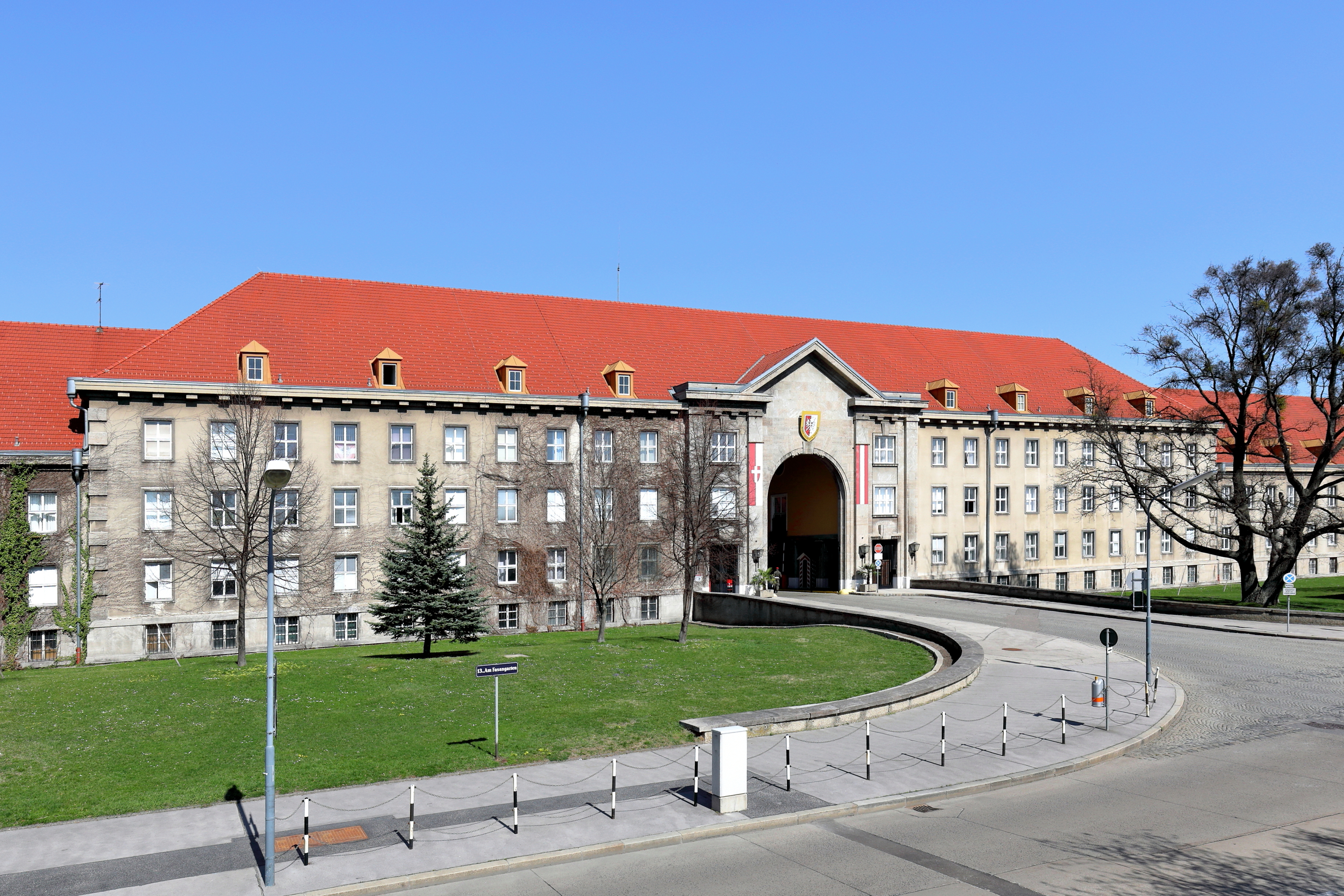
Hauptgebäude von Wiens größter Kaserne mit 282.900 m²

Bei der Wiener Stadtplanung wird seit längerer Zeit überlegt, wie das Areal genützt werden könnte, wenn das Militär den Standort aufgibt. Der Schönbrunn-Wettbewerb von 2001 behandelte den Fasangartenbereich als Bereich A. Für den Fall der Absiedlung des Bundesheeres wurde hier eine andere Nutzung angepeilt; es gab Pläne, den Tiergarten nach Süden zu erweitern oder im Fasangarten eine „neue Agora“ mit Handels-, Bildungs- und Kongresseinrichtungen zu schaffen. Ein anderer Vorschlag sah auf dem Gelände ein Olympisches Dorf mit 16 Hochhaustürmen für allfällige Olympische Spiele in Wien vor.
Zu den politischen Plänen für die nähere Umgebung zählt seit Längerem die Absicht, bei der 1971 fertiggestellten Stranzenbergbrücke eine neue Haltestelle für die auf der Verbindungsbahn verkehrende S-Bahn zu bauen.

### Giraffen in der Kaserne
Im Herbst 2014 wurde bekanntgegeben, dass wegen Umbauten im Tiergarten Schönbrunn vorübergehend einige Giraffen des Tiergartens untergebracht werden könnten. Im April 2017 wurde bekanntgegeben, dass jene drei Giraffen, die in die Kaserne übersiedelten, nicht in den neuen Giraffenpark zurückkehren, sondern in Hietzing bleiben würden: „Wir wollen dem Bullen Kimbar in seinem hohen Alter keinen Transport und Umzug mehr zumuten. Er fühlt sich sehr wohl und soll hier seinen Lebensabend verbringen dürfen“, so Tiergartendirektorin Dagmar Schratter. Stattdessen würden zwei Jungtiere aus dem Europäischen Erhaltungszuchtprogramm den neuen Giraffenpark bewohnen.